# Eudiscopus denticulus
Eudiscopus denticulus és una espècie de ratpenat de la família dels vespertiliònids. Viu a Laos, Myanmar, Tailàndia i el Vietnam. El seu hàbitat natural són els boscos, que poden ser montans, de bambú o mixtos. Es desconeix si hi ha cap amenaça significativa per a la supervivència d'aquesta espècie.